# Molí de Can Ribes
El molí de Can Ribes és un molí de Cànoves i Samalús (Vallès Oriental) inclòs a l'Inventari del Patrimoni Arquitectònic de Catalunya.

## Descripció
El molí de Can Ribes actualment es troba afegit a una altra casa que sobresurt a la banda dreta. A la part de darrere aprofita el desnivell de la muntanya. La casa té planta rectangular, consta de planta baixa, pis i golfes. Està cobert a dues aigües. Els murs són de paredat i els angles de carreus grans rectangulars. L'element més remarcable és una finestra central, d'arc conopial amb calats a l'interior; a la imposta es representen rosetes i figures humanes. Al seu damunt hi ha un escut llis i dues figures.

## Història
La seva història està lligada a la de Can Ribes, situada molt a prop. Aquesta està documentada en el fogatge de 1553 i estava habitada per Pere Riba. La casa es devia aixecar al segle xvi, tal com ho indica la tipologia de la finestra; aquesta té una gran semblança amb la de Can Ribes, probablement executades pel mateix taller.